# Alouatta sara
Alouatta sara är en däggdjursart som beskrevs av Elliot 1910. Alouatta sara ingår i släktet vrålapor och familjen Atelidae. Inga underarter finns listade.
Denna vrålapa är bara känd från norra Bolivia och kanske finns den även i angränsande områden av Peru och Brasilien. Arten vistas i låglandet och i bergstrakter når den 1000 meter över havet. Habitatet utgörs av tropisk regnskog och andra fuktiga skogar.
Individerna bildar flock med 2 till 16 medlemmar som lever i ett 5 till 45 hektar stort revir. De vrålar varje morgon tillsammans och ibland mitt på dagen för att visa sitt anspråk. Födan utgörs främst av blad samt av andra växtdelar och några insekter. Honor kan para sig hela året men vanligen ligger cirka 17 månader mellan två födslar. Dräktigheten varar i cirka 190 dagar.
På grund av jakt för köttets skull blev arten sällsynt i vissa regioner. IUCN kategoriserar arten globalt som nära hotad (NT).